# Хесан
Хесан (кор. 혜산시?, 惠山市?) — город и порт на севере КНДР, административный центр провинции Янгандо.

## География
Город находится в долине верхнего течения реки Ялуцзян, на границе с КНР (ближайшим городом с китайской стороны границы является расположенный через реку город Чанбай провинции Гирин).
Вблизи города — месторождения угля и железной руды.

### Климат
Город расположен в самой холодной части Кореи, в 1915 году здесь была зафиксирована рекордно низкая для Кореи температура −42 °C.
В городе Хесан умеренно-холодный климат, дождливое лето (наибольшее количество осадков выпадает в июле) и сухая зима. По классификации климатов Кёппена — влажный континентальный климат с тёплым летом и сухим сезоном зимой (индекс Dwb). Средняя температура за год — 3,7 °C, среднегодовая норма осадков — 679 мм.
| Показатель                    | Янв.  | Фев.  | Март | Апр. | Май  | Июнь | Июль | Авг. | Сен. | Окт. | Нояб. | Дек.  | Год  |
| ----------------------------- | ----- | ----- | ---- | ---- | ---- | ---- | ---- | ---- | ---- | ---- | ----- | ----- | ---- |
| Средний суточный максимум, °C | −10,1 | −5,7  | 2,6  | 12,5 | 19,5 | 22,8 | 25,5 | 24,9 | 19,2 | 12,4 | 2,0   | −7,7  | 9,8  |
| Средняя температура, °C       | −16,4 | −12,3 | −3,5 | 5,6  | 12,3 | 16,7 | 20,5 | 19,9 | 13,0 | 5,5  | −3,8  | −13,5 | 3,7  |
| Средний суточный минимум, °C  | −22,6 | −18,9 | −9,6 | −1,2 | 5,2  | 10,7 | 15,5 | 15,0 | 6,8  | −1,3 | −9,6  | −19,3 | −2,4 |
| Норма осадков, мм             | 10    | 8     | 23   | 37   | 63   | 97   | 163  | 145  | 62   | 33   | 24    | 14    | 679  |
| Источник:                     |       |       |      |      |      |      |      |      |      |      |       |       |      |

## История
В октябре 1950 стал одним из центров сражения Корейской войны, был занят войсками ООН  незадолго до наступления армии КНР.
В 1954 году город стал административным центром провинции Рянган.
В 1956 году численность населения составляла 20 тыс. человек, здесь действовали несколько предприятий лесной промышленности.
В 1977 году численность населения составляла свыше 50 тыс. человек, здесь действовали предприятия текстильной (льнокомбинат и др.), деревообрабатывающей (производство мебели и бумаги), машиностроительной и пищевой промышленности.
В 1990 году численность населения составляла свыше 50 тыс. человек, здесь действовали предприятия текстильной, деревообрабатывающей и машиностроительной промышленности.

## Транспорт
Транспортный узел, железнодорожная станция.

## Образование
В Хесане расположены медицинский университет Хесан, университет сельского и лесного хозяйства, колледж образования имени Ким Чен Сук, колледж лёгкой инженерии и промышленный университет.

## Известные уроженцы
- Пак Ёнми (род. 1993), активистка, журналистка и правозащитница, беженка, сбежала из КНДР в 2007.
- Хёнсо Ли (род. 1980), беженка и активистка, сбежала из КНДР в 1997.